# Morti nel 1945/Novembre
| Questa pagina contiene informazioni ricavate automaticamente dalle voci biografiche con l'ausilio del template Bio e di un bot. L'aggiornamento è periodico e automatico e ricostruisce completamente la pagina. Se manca una persona in questa lista, sei pregato di non aggiungerla, ma accertati piuttosto che la sua voce biografica contenga il template Bio e che i dati anagrafici siano correttamente compilati. Se il template Bio manca, inseriscilo tu stesso o, in alternativa, metti l'avviso {{tmp\|Bio}} che ne segnala la mancanza. Se i dati riportati sono sbagliati, correggi direttamente la voce biografica; le modifiche saranno visibili in questa lista entro pochi giorni. Per chiarimenti vedi il progetto biografie. La lista contiene solo le 59 persone che sono citate nell'enciclopedia e per le quali è stato implementato correttamente il template Bio. Pagina aggiornata al 2 giu 2025. |

- 1º novembre - Nikolaj Chmelëv, attore sovietico (n. 1901)
- 1º novembre - Rupert Mayer, gesuita tedesco (n. 1876)
- 2 novembre - Thyra di Danimarca, principessa danese (n. 1880)
- 2 novembre - Petar Drapšin, generale e partigiano jugoslavo (n. 1914)
- 2 novembre - Hélène de Pourtalès, velista svizzera (n. 1868)
- 3 novembre - Francesco Giusti del Giardino, ingegnere, imprenditore e politico italiano (n. 1871)
- 3 novembre - Alessandro Longo, compositore, pianista e musicologo italiano (n. 1864)
- 3 novembre - Leopoldo Parodi Delfino, imprenditore, banchiere e politico italiano (n. 1875)
- 4 novembre - George Willis Ritchey, astronomo statunitense (n. 1864)
- 5 novembre - Pietro Bolzon, giornalista e politico italiano (n. 1883)
- 5 novembre - Nino Costa, poeta italiano (n. 1886)
- 8 novembre - August von Mackensen, generale tedesco (n. 1849)
- 9 novembre - Pietro Speciale, schermidore italiano (n. 1876)
- 10 novembre - Sekula Drljević, politico montenegrino (n. 1884)
- 11 novembre - Bruto Carpigiani, ingegnere e progettista italiano (n. 1903)
- 11 novembre - Jerome Kern, compositore statunitense (n. 1885)
- 11 novembre - Vittorio III di Ratibor, nobile, giurista e agricoltore tedesco (n. 1879)
- 12 novembre - Hans Aniol, nuotatore e pallanuotista tedesco (n. 1878)
- 12 novembre - Telesforo Aranzadi, antropologo spagnolo (n. 1860)
- 12 novembre - Lorenzo Vivalda, generale italiano (n. 1890)
- 13 novembre - Eduardo Brettoni, vescovo cattolico italiano (n. 1864)
- 13 novembre - József Eisenhoffer, calciatore e allenatore di calcio ungherese (n. 1900)
- 13 novembre - Albert Heijn, imprenditore olandese (n. 1865)
- 13 novembre - Arnaldo Lucci, politico italiano (n. 1871)
- 15 novembre - Carlo Ardizzoni, avvocato, politico e editore italiano (n. 1884)
- 15 novembre - Frank Michler Chapman, ornitologo statunitense (n. 1864)
- 16 novembre - Sigurður Eggerz, politico islandese (n. 1875)
- 16 novembre - Ildebrando Goiran, ammiraglio italiano (n. 1882)
- 16 novembre - Gesualdo Libertini Pluchinotta, politico italiano (n. 1860)
- 16 novembre - Theodor Vahlen, matematico austriaco (n. 1869)
- 17 novembre - Emilio Canzi, partigiano italiano (n. 1893)
- 17 novembre - Giuseppe De Capitani d'Arzago, politico e banchiere italiano (n. 1870)
- 17 novembre - Manolo, scultore, pittore e poeta spagnolo (n. 1872)
- 17 novembre - Federico Francesco IV di Meclemburgo-Schwerin, sovrano tedesco (n. 1882)
- 19 novembre - Carlo Alberto Biggini, politico e giurista italiano (n. 1902)
- 20 novembre - Francis William Aston, fisico britannico (n. 1877)
- 20 novembre - Francesco Dessì Fulgeri, generale italiano (n. 1870)
- 20 novembre - Andrea Figari, pittore italiano (n. 1858)
- 21 novembre - Robert Benchley, giornalista, attore e sceneggiatore statunitense (n. 1889)
- 21 novembre - Vincenzo Cento, pedagogista italiano (n. 1888)
- 21 novembre - Ellen Glasgow, scrittrice e poetessa statunitense (n. 1873)
- 21 novembre - Alexander Patch, generale statunitense (n. 1889)
- 22 novembre - Franz von Keil, ammiraglio austriaco (n. 1862)
- 23 novembre - Len Davies, calciatore e allenatore di calcio gallese (n. 1899)
- 23 novembre - Léon van Hout, violista belga (n. 1864)
- 24 novembre - Gigō Funakoshi, karateka giapponese (n. 1906)
- 24 novembre - Mario Gramsci, militare italiano (n. 1893)
- 25 novembre - Georges Augustin Albert Charpy, ingegnere e scienziato francese (n. 1865)
- 25 novembre - Doris Keane, attrice statunitense (n. 1881)
- 25 novembre - Rudolf L'Hermet, compositore di scacchi tedesco (n. 1859)
- 26 novembre - Eric Thornton, calciatore inglese (n. 1882)
- 27 novembre - Georg Scholz, pittore tedesco (n. 1890)
- 27 novembre - Robert Zahn, archeologo tedesco (n. 1870)
- 28 novembre - Dwight Filley Davis, tennista e politico statunitense (n. 1879)
- 29 novembre - Emil Schön, schermidore tedesco (n. 1872)
- 30 novembre - Virginia Bourbon del Monte, nobile, socialite e mecenate italiana (n. 1899)
- 30 novembre - Friedrich Ludwig Emil Diels, botanico tedesco (n. 1874)
- 30 novembre - Heinz-Wilhelm Eck, militare tedesco (n. 1916)
- 30 novembre - George F. Marion, attore, regista teatrale e coreografo statunitense (n. 1860)